# Thermoelektrizität
Unter Thermoelektrizität wird ein Zusammenhang zwischen Temperaturgefälle und elektrischer Spannung längs eines elektrischen Leiters verstanden. Dieser ist für jedes Leitermaterial anders. In einem offenen Stromkreis aus zwei unterschiedlichen Leitermaterialien entsteht eine Differenz dieser inneren Spannungen, die außen an den freien Enden als Thermospannung zugänglich ist. Im geschlossenen Stromkreis erzeugt die Thermospannung einen elektrischen Strom und somit direkt elektrische Energie, die aus der thermischen Energie in den Kontaktstellen entnommen wird. In der Umkehrung erzeugt ein gegen die Thermospannung aufgeprägter Strom eine Erwärmung der wärmeren Kontaktstelle und eine Abkühlung der anderen. Die Vorgänge werden in Seebeck-Effekt (auch thermoelektrischer Effekt), Peltier-Effekt und Thomson-Effekt aufgegliedert.
Anwendungen der Thermoelektrizität zur Temperaturmessung werden unter Thermoelement behandelt und zur Energiegewinnung unter Thermoelektrischer Generator.

Eine einfache Schaltung, an der sich der Seebeck-Effekt zeigt. An den mit T_{1} und T_{2} bezeichneten Punkten treffen sich die Materialien A und B des elektrischen Leiters.

## Effekte

### Seebeck-Effekt

Am Widerstand liegt eine, durch den Seebeck-Effekt erzeugte, elektrische Spannung an. Dadurch fließt durch den Widerstand ein elektrischer Strom.

#### Erscheinung
Gemäß dem Seebeck-Effekt, benannt nach Thomas Johann Seebeck, entsteht in einem Stromkreis aus zwei verschiedenen elektrischen Leitermaterialien bei einer Temperaturdifferenz zwischen den Kontaktstellen eine elektrische Spannung der Größe
{\displaystyle U=\int _{T_{1}}^{T_{2}}\!\!\!S_{\mathrm {B} }(T)\!-\!S_{\mathrm {A} }(T)\;\mathrm {d} T}.
Dabei sind {\displaystyle T_{2}} und {\displaystyle T_{1}} die Temperaturen der Kontakte zwischen den Materialien A und B. Die Seebeck-Koeffizienten {\displaystyle S_{\mathrm {A} }} und {\displaystyle S_{\mathrm {B} }} sind Materialkonstanten, die auch von der Temperatur abhängen. Der Seebeck-Koeffizient hat die Dimension einer elektrischen Spannung pro Temperaturdifferenz.
Für über kleine Temperaturdifferenzen als konstant anzusehende Werte der Seebeck-Koeffizienten vereinfacht sich die Formel zu
{\displaystyle U=(S_{\mathrm {B} }-S_{\mathrm {A} })\cdot (T_{2}-T_{1}).}
In der Thermospannung tritt immer nur die Differenz der Seebeck-Koeffizienten auf. Die typische Größenordnung der Differenz liegt für Metalle bei Raumtemperatur bei 10 µV/°C. Da sich einzelne (absolute) Seebeck-Koeffizienten nur schwer bestimmen lassen (siehe Thomson-Effekt), wird ein beliebiges Metall, oft Kupfer oder Platin, als Referenzelement gewählt und nur die Unterschiede dazu werden als Koeffizienten angegeben und in einer thermoelektrischen Spannungsreihe nach Größe angeordnet.
Die folgende Tabelle zeigt die Seebeckkoeffizienten einiger Materialien in der Differenz zum Koeffizienten des Platins.
| Material      | SMat. bei 0 °C (µV/K) |
| ------------- | --------------------- |
| Bismut        | −72                   |
| Kupfer-Nickel | −35                   |
| Nickel        | −15                   |
| Platin        | −00                   |
| Kohlenstoff   | −03                   |
| Aluminium     | −03,5                 |
| Rhodium       | −06                   |
| Kupfer        | −06,5                 |
| Gold          | −06,5                 |
| Silber        | −06,5                 |
| Eisen         | −19                   |
| Nickel-Chrom  | −25                   |
| Silizium      | 440                   |

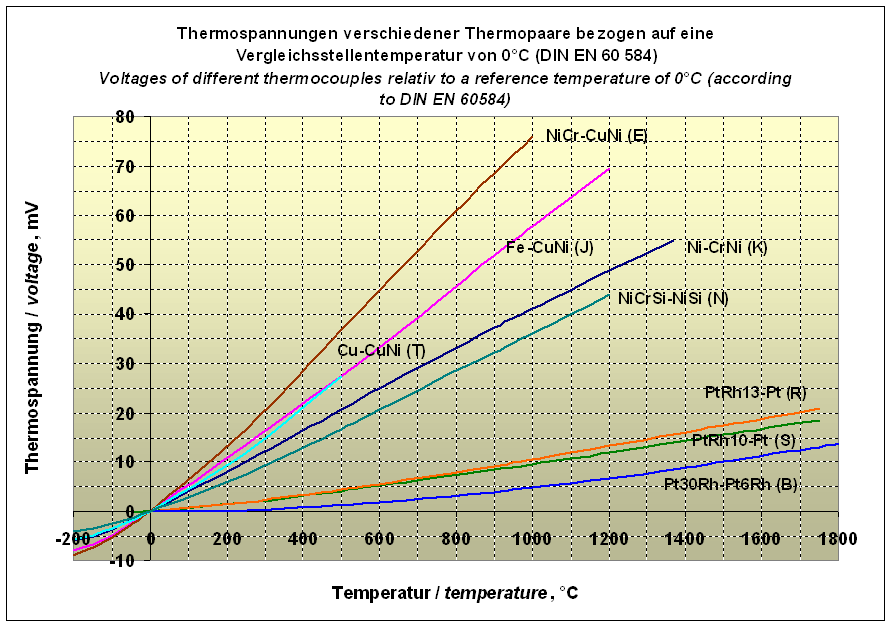
Thermospannungen verschiedener Thermopaare in Thermoelementen

Bei genauer Betrachtung enthält die erste Zeichnung zwei weitere Kontaktstellen an den Übergängen des Materials B auf die (Kupfer-)Zuleitungen zum Spannungsmessgerät. Wenn beide Übergänge dieselbe Temperatur haben und die Zuleitungen aus demselben Material bestehen, heben sich die daran entstehenden Spannungen allerdings gegenseitig auf.
Der Seebeck-Effekt beschreibt ausschließlich die Entstehung der Thermospannung. Ein durch Beschaltung entstehender Strom ist nicht Teil dieses Effektes und folgt lediglich aus dem elektrischen Widerstand der Schaltung.

#### Historisches
Der Seebeck-Effekt wurde erstmals 1787 von Alessandro Volta beschrieben. Fast ein halbes Jahrhundert später beobachtete Thomas Johann Seebeck ebenfalls zufällig, dass in einem Stromkreis aus zwei unterschiedlichen Metallen (z. B. in Stangenform) eine elektrische Spannung entsteht, wenn zwischen den zwei Verbindungsstellen der Stangen ein Temperaturunterschied herrscht. Dass dabei elektrischer Strom fließt, konnte er über das dabei auftretende Magnetfeld mit Hilfe der dafür typischen Ablenkungen einer in ihm platzierten Kompassnadel nachweisen. Seebeck nutzte diesen Effekt im Jahr 1821 in einem ersten Thermoelement aus.

#### Erklärung
Die Spannung entsteht durch Thermodiffusionsströme in einem Material. Die Betrachtung nur eines Materials mit Temperaturgradienten liefert also eine hinreichende Erklärung. Die entstehende Spannung (Integral des elektrischen Feldes) ist die Seebeck-Spannung. Für Messzwecke braucht man zwei verschiedene Metalle. Am heißen Ende des Leiters gibt es mehr Elektronen mit hoher Energie und weniger Elektronen mit geringer Energie (unterhalb des chemischen Potenzials). Durch Diffusion bewegen sich entsprechend energiereiche Elektronen zum kalten Ende und Elektronen mit wenig Energie in die entgegengesetzte Richtung. Dies beschreibt die Wärmeleitung durch Elektronen. Ein eventuelles Ungleichgewicht der Ströme wird durch ein elektrisches Feld ausgeglichen, da im offenen Stromkreis kein Strom fließen kann.
Die Seebeck-Spannung wird durch die Abhängigkeit der Beweglichkeit und Anzahl (Zustandsdichte) der Elektronen von der Energie bestimmt. Die Abhängigkeit der Beweglichkeit von der Energie hängt empfindlich von der Art der Streuung der Elektronen ab. Entsprechend können auch relativ kleine Verunreinigungen die Thermospannung recht stark beeinflussen. Die treibende Kraft für die Diffusion ist näherungsweise proportional zur Temperaturdifferenz. Als grober Trend für Metalle nimmt der Seebeck-Koeffizient mit steigender Temperatur zu. Die örtliche Verteilung des Temperaturgefälles längs der Leitung ist ohne Bedeutung.
Ein Spezialfall ist der so genannte Elektronen-Drag. Bei niedrigen Temperaturen von etwa 1/5 der Debye-Temperatur werden die Phononen vor allem durch Stöße mit Elektronen gebremst. Die Phononen ziehen dabei die Elektronen mit in Richtung niedriger Temperaturen. Dadurch können in diesem Temperaturbereich die thermoelektrischen Effekte etwas größer werden, als man es sonst erwartet. Bei höheren Temperaturen gewinnen Umklappprozesse für die Streuung der Phononen an Bedeutung und der Effekt wird kleiner.

### Peltier-Effekt

Ein Peltier-Element mit Halbleitern (N und P) versorgt mit Strom aus einer Batterie

#### Erscheinung
Beim Peltier-Effekt, angewandt bei dem Peltier-Element, liegen gegenüber dem Seebeck-Effekt umgekehrte Verhältnisse vor – ein elektrischer Strom bewirkt einen Wärmetransport. Während der Seebeck-Effekt das Entstehen einer thermoelektrisch bedingten Spannung beschreibt, in deren Folge Strom und (untergeordnet) Wärmetransport auftreten, wird der Peltier-Effekt durch eine elektrische Stromstärke beschrieben, in deren Folge Wärmetransport und (untergeordnet) eine thermoelektrisch bedingte Spannung entstehen. In einem stromdurchflossenen Thermopaar treten immer beide Effekte auf, bei metallischen Thermopaaren ist der Peltier-Effekt jedoch nur schwer nachweisbar. Die Entdeckung machte Jean Peltier daher erst im Jahr 1834, dreizehn Jahre nach der Entdeckung des Seebeck-Effektes.
Bei einer elektrischen Stromstärke {\displaystyle I} durch einen Kontaktpunkt eines Materials A zu einem Material B entsteht ein Wärmestrom:
{\displaystyle {\dot {Q}}=\Pi _{\mathrm {AB} }I=(\Pi _{\mathrm {A} }-\Pi _{\mathrm {B} })I}
Die Peltierkoeffizienten {\displaystyle \Pi _{\mathrm {A} }} und {\displaystyle \Pi _{\mathrm {B} }} sind dabei Materialkonstanten, die im Allgemeinen von der Temperatur abhängen. Die typische Größenordnung der Differenz liegt für Metalle bei Raumtemperatur bei 1 bis 10 mV.
Fließt der Strom entgegen der Richtung, den die Thermospannung verursachen würde, dann wird die Temperaturdifferenz zwischen den Kontaktstellen größer.

#### Erklärung
Zur Erklärung des Peltiereffekts genügt die Verknüpfung mit dem Seebeck-Effekt über die Thomson-Relationen. Es gibt für den Peltiereffekt aber auch eine relativ anschauliche direkte Erklärung: Bewegte Elektronen transportieren neben ihrer Ladung auch immer Energie. Wie viel das im Mittel ist, hängt unter anderem davon ab, wie die Anzahl der Ladungsträger und die Streurate von der Energie abhängen. Elektronen tragen zum Strom bei, höherenergetische Elektronen transportieren gleichzeitig aber mehr Energie. Beim Übergang von einem Material zum anderen ändert sich die mit den Elektronen transportierte Energie. Die Differenz wird an der Kontaktstelle als Wärme freigesetzt oder aufgenommen (Peltier-Effekt). Die mit dem Elektron transportierte Energie entspricht dabei gerade dem Peltierkoeffizienten.
In Halbleitern ist der Abstand zwischen chemischem Potential und der Bandkante dabei ein wesentlicher Anteil. Insbesondere kann so erklärt werden, dass in Halbleitern die thermoelektrischen Effekte oft wesentlich größer sind als in Metallen.

### Thomson-Effekt
(nicht zu verwechseln mit dem Joule-Thomson-Effekt oder dem Gibbs-Thomson-Effekt oder dem Thomson-Effekt als galvanomagnetischem Effekt)
Der Thomson-Effekt, benannt nach William Thomson, 1. Baron Kelvin 1856, beschreibt den geänderten Wärmetransport entlang eines stromdurchflossenen Leiters, in welchem ein Temperaturgradient vorliegt.
Jeder stromdurchflossene Leiter mit einer Temperaturdifferenz zwischen zwei Punkten wird, abhängig vom Metall, entweder mehr oder weniger Wärme transportieren, als dies ohne Stromfluss aufgrund der Wärmeleitfähigkeit der Fall wäre. Dieser Effekt überlagert sich jedoch mit der Erwärmung des elektrischen Leiters durch den Strom auf Grund seines Widerstandes und ist daher schlecht nachweisbar.
Eine Stromdichte {\displaystyle J} in einem homogenen Leiter verursacht eine Wärmeleistung pro Volumen von
{\displaystyle q=\rho J^{2}-\mu J{\frac {\mathrm {d} T}{\mathrm {d} x}}}
wobei
{\displaystyle \rho } der spezifische Widerstand des Materials,
{\displaystyle \mathrm {d} T/\mathrm {d} x} der Temperaturgradient im Leiter und
{\displaystyle \mu } der Thomson-Koeffizient sind.
Der erste Ausdruck {\displaystyle \rho J^{2}} ist die irreversible Joulesche Erwärmung.
Der zweite Term ist die Thomson-Wärme, deren Vorzeichen mit der Richtung des Stromes wechselt.
Für den Thomson-Effekt gibt es noch keine technische Anwendung. Über den Thomson-Effekt lassen sich durch Integration über die Temperatur die absoluten thermoelektrischen Koeffizienten bestimmen.

## Thomson-Relationen
Seebeck-, Peltier- und Thomson-Effekt sind nicht unabhängig voneinander, sondern haben eine gemeinsame Ursache. Schon 1854 fand Thomson zwischen den entsprechenden Koeffizienten zwei Zusammenhänge, die Thomson-Relationen (gelegentlich auch Kelvin-Relationen) genannt werden:
{\displaystyle \Pi =S\cdot T}
{\displaystyle \mu =T\cdot \mathrm {d} S/\mathrm {d} T}
Dabei sind
- {\displaystyle \Pi } der Peltier-Koeffizient
- {\displaystyle S} der Seebeck-Koeffizient
- {\displaystyle T} die absolute Temperatur
- {\displaystyle \mu } der Thomson-Koeffizient.

Die zweite Gleichung sagte den Thomson-Effekt voraus.

## Anisotrope Materialien
Im allgemeinen Fall eines anisotropen Materials können die elektrische und thermische Leitfähigkeit Tensorgrößen sein. Entsprechendes gilt dann auch für die thermoelektrischen Koeffizienten. So ist es damit z. B. möglich, dass Wärme freigesetzt wird, wenn der Strom an einer Korngrenze die Richtung relativ zu den Kristallachsen ändert. Dies wird Bridgman-Effekt genannt, nach dem amerikanischen Physiker P. W. Bridgman.
In aller Regel wird die Richtungsabhängigkeit vernachlässigt. Viele Materialien sind schon wegen kubischer Symmetrie tatsächlich isotrop hinsichtlich der Leitfähigkeit.

## Anwendungen und Auswirkungen
Die zur Ausnutzung der Thermoelektrizität zusammengeführten Metalle wandeln thermische Energie nur sehr ineffizient in elektrische Energie um und werden daher fast nur als Thermoelement zur Temperaturmessung eingesetzt. Für die Materialauswahl müssen neben der Größe der Thermospannung weitere Gesichtspunkte wie Korrosionsfestigkeit und Langzeitstabilität bei hoher Temperatur beachtet werden. Zur Messung kleiner Temperaturdifferenzen können viele Thermoelemente elektrisch in Reihe geschaltet werden, z. B. in der Thermosäule zur Messung von Strahlung.
Die Thermospannungen treten als störender Effekt bei der Messung kleiner Gleichspannungen auf. Hier muss entsprechend auf kleine Temperaturgradienten und passende Materialwahl geachtet werden.
Durch Einsatz von Halbleitermaterialien (Werkstoffe und Aufbau siehe bei Peltier-Element) lässt sich der Umwandlungswirkungsgrad auf bis zu 3–8 % steigern und liegt damit deutlich unter dem Carnot-Wirkungsgrad. Damit kann man thermoelektrische Generatoren bauen. Solche Generatoren bzw. Wandler finden u. a. in Isotopenbatterien Anwendung und wandeln verschleißfrei ohne bewegte Teile Wärmeenergie in elektrische Energie um.
Der Peltier-Effekt lässt sich in Peltier-Elementen zur Kühlung und Temperaturregelung nutzen. Wegen des relativ schlechten Wirkungsgrades bleibt dies aber auf eher kleine Anwendungen beschränkt. Vorteilhaft sind dabei die gute Regelbarkeit und Zuverlässigkeit. Vom Aufbau und den geforderten Materialeigenschaften sind Peltier-Elemente und thermoelektrische Generatoren ähnlich.
Die technische Anwendung zur Kühlung ist durch die phononische Wärmeleitung begrenzt, sie bewirkt insbesondere bei großen Temperaturdifferenzen einen entgegengerichteten Wärmestrom, der etwa ab 70 K den durch den Stromfluss hervorgerufenen Wärmestrom aufhebt. Aus demselben Grund haben thermoelektrische Generatoren nur einen geringen Wirkungsgrad.
Für den Thomson-Effekt gibt es keine technische Anwendung. Der Effekt ist so klein, dass schon der praktische Nachweis schwierig ist.

## Neuere Entwicklungen
Die Wirkungsgrade von Peltier- und Seebeck-Elementen sind trotz aller Forschungsprogramme niedrig geblieben. Der schlechte Wirkungsgrad kommt durch die ungewollte Wärmeleitung zwischen den Metallen bzw. Halbleitern zustande. Ein neuerer Ansatz, diese zu unterbinden, verfolgt das Thermotunneling-Verfahren: Zwei Metalle werden durch einen minimalen luftleeren Spalt voneinander getrennt. Die Wärmeleitung über Gitterschwingungen wird so vollständig unterbunden. Der Vakuum-Spalt ist jedoch nur so breit, dass ihn einzelne Elektronen quantenmechanisch „tunneln“ können.
Auf den ersten Blick scheint diese Unterbrechung der phononischen Wärmeleitung, d. h. die Wärmeleitung über Gitterschwingungen, äußerst effizient zu sein. Bei einer Spaltgröße, welche ein quantenmechanisches Tunneln ermöglicht, sind die elektromagnetischen Kräfte jedoch derart groß, dass eine nahezu ungehinderte Weiterleitung der Gitterschwingungen aufgrund von elektromagnetischer Kopplung stattfindet.
Eine effiziente Entkopplung der Gitterschwingungen findet erst dann statt, wenn die Spaltgröße im Bereich der Wellenlängen liegt. Bei üblichen Temperaturen, bei denen solche Elemente eingesetzt werden sollen, liegen die Wellenlängen der elektromagnetischen Emissionen im Bereich von einigen hundert Nanometern bis hin zu wenigen Mikrometern. Bei diesen Größen ist ein quantenmechanisches Tunneln jedoch praktisch nicht mehr möglich.